# 令嬢ジュリー (映画)
『令嬢ジュリー』（れいじょうじゅりー、スウェーデン語: Fröken Julie、英語: Miss Julie）は、アウグスト・ストリンドベリの同名の著名な一幕戯曲を、スウェーデン王室演劇場出身のアルフ・シェーベルイが脚色・監督した 1951年のスウェーデン映画である。主演はすべてスウェーデン王室演劇場出身のアニタ・ビョルク、ウルフ・パルメ、アンデルス・ヘンリクソンが出演し、1951年度のカンヌ国際映画祭でグランプリを獲得した。 
52年度キネマ旬報ベストテンで、外国映画６位。

## キャスト
- ジュリー - 貴族の令嬢 : アニタ・ビョルク
- ジャン - 下男、元は農夫の子 : ウルフ・パルメ
- 伯爵カウント - ジュリーの父 : アンデルス・ヘンリクソン
- クリスチン - ジャンの婚約者の料理女 : メルタ・ドルフ
- ヴィオラ - ジャンに想いを寄せる下女 : インガ・ジル

## スタッフ
- 監督 : アルフ・シェーベルイ
- 脚色 : アルフ・シェーベルイ
- 原作戯曲 : アウグスト・ストリンドベリ
- 撮影 : イエラン・ストリンドベルイ
- 美術 : ビビ・リンドストロム
- 音楽 : ダグ・ヴィレーン

## 制作
本作の監督の、アルフ・シェーベルイは1949年にアウグスト・ストリンドベリの『令嬢ジュリー』の舞台版を演出しており、ウルフ・パルメがジャン役、インガ・ティドブラッドが主役の令嬢ジュリー役を演じた。映画版ではパルメだけでなく、多くの舞台俳優もそのまま出演したが、ティドブラッドは50歳近くになっていたため、当時27歳だったアニタ・ビョークに交代した。ティドブラッドの解釈はシェーベリにとって理想とされており、舞台版にはなかった屋外シーンにおいてのみ、ビョークはその役が本当に自分のものだと感じたという。
撮影は1950年4月28日から7月18日の間にサンドリューのスタジオやストックホルム周辺のさまざまな場所で行われ、ダラロ、ストーラ・ヴェスビー城、ドロットニングホルム宮殿公園などで撮影された。
アルフレッド・ヒッチコックは、1952年に本作のアニタ・ビョルクを見て、『
私は告白する』の主演女優をオファーしたと語っている。しかし、ビョルクが恋人スティグ・ダガーマンと赤ん坊を連れてハリウッドに到着すると、ワーナー・ブラザースの社長ジャック・L・ワーナーはヒッチコックに別の女優を探すよう強く求めた為、アン・バクスターが代役として出演した。

## 受賞
アルフ・ショーベリはカンヌ国際映画祭の最高の栄誉である、後のパルムドールに相当するグランプリを受賞した。
ショーベリは以前に『もだえ』でも受賞しており、この賞を受賞した最初のスウェーデン人監督であり、
2017年にルーベン・オストルンドが『スクエア』で受賞するまで唯一のスウェーデン人監督であった。『令嬢ジュリー』は1952年に英国アカデミー賞最優秀作品賞にもノミネートされた。 

## 評価
1987年、ニューヨーク・タイムズの批評家ウォルター・グッドマンはこの映画を批判し、「アニタ・ビョルクは自分に求められる感情的な反応の絶え間ない変化に戸惑っているようだ」と書いた。ガーディアン紙のフィリップ・フレンチは2000年にアニタ・ビョルクを「忘れられないジュリー」と回想した。2008年、エンターテインメント・ウィークリー誌のティム・パーテルはこの映画を「驚くべき」と呼び、アニタ・ビョルクの「熱狂的な演技」を称賛した。スチュアート・ヘンダーソンはクライテリオン・コレクションDVDのレビューで、古典劇に「刺激的な自由」を与え、「深く心を奪われる」映画に仕上げたと評した。2015年の映画ガイドで、レナード・マルティンはこの映画に3つ星を与え、「素晴らしい演技と撮影」と称賛した。

## エピソード
撮影のイエラン・ストリンドベルイは、原作者のアウグスト・ストリンドベリと親戚である。